# Psyrassa basicornis
Psyrassa basicornis är en skalbaggsart som beskrevs av Francis Polkinghorne Pascoe 1866. Psyrassa basicornis ingår i släktet Psyrassa och familjen långhorningar.
Artens utbredningsområde är:
- Belize.
- El Salvador.
- Guatemala.
- Honduras.

Inga underarter finns listade i Catalogue of Life.